# سجع ابتدائي
السجع الابتدائي أو رويّ الصدارة تكرار حرف من أوائل حروف الكلمة في أوائل الكلمات التي تليها. نحو الآية العشرين من سورة المرسلات ﴿ألم نخلقكم من ماء مهين﴾. ربما قيل له «الجناس الاستهلالي» لكن هذا الاسم يطلق على ما يعرف التتويج؛ فالاستهلال لا يكون في الكلمات بل في نحو الجمل وأبيات، ومن ذلك براعة استهلال أي حسن المطلع.